# Július Korostelev
Július Korostelev (ur. 19 czerwca 1923 w Turčianskim Svätým Martinie, zm. 18 października 2006 w Turynie) – słowacki piłkarz grający na pozycji lewego pomocnika i trener piłkarski.

## Kariera piłkarska

### Kariera klubowa
Jako piłkarz Július Korostelev grał w Slovanie Bratysława. Potem wyjechał do Włoch, gdzie w latach 1946–1949 grał w Juventusie Turyn, Atalancie BC, Regginie Calcio, Parmie i Mantovie.

### Kariera reprezentacyjna
W swojej karierze rozegrał 1 mecz w reprezentacji Czechosłowacji.

## Kariera trenerska
Po zakończeniu kariery piłkarskiej ukończył kurs trenerski w Coverciano, gdzie były jednym z najlepszych. Trenował kluby Perugię, Salsomaggiore Sportiva i Piacenzę. W lipcu 1961 roku został powołany do Juventusu w miejsce Carlo Parola, na stanowisko dyrektora technicznego został mianowany Gunnar Gren. Przebywał na ławce trenerskiej Juventusu w dwóch pierwszych meczach sezonu 1961–1962, 27 sierpnia 1961 zremisował 1-1 domowym meczu z Mantova Calcio a w następnym 3 września przegrał 1-2 na wyjeździe z Padova Calcio. 7 września 1961 został przeniesiony na stanowisko asystenta trenera Juventusu, po powrocie Gunnara Grena do domu z powodów rodzinnych i zastąpienie go powracającym Carlo Parola.